# 101e régiment du génie
Le 101e régiment du génie (101e RG) était un régiment du génie de l’Armée de terre française.
Ses traditions ont été transmises au 1er régiment du génie dissous en 2010.

## Chefs de Corps
1944-1946 : Colonel Jean-Gabriel Ythier (*)
(*) Officier qui devint par la suite général de brigade

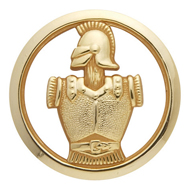
Insigne de béret du génie.

## Historique des garnisons, combats et bataille
Il a été créé le 16 février 1944[réf. nécessaire] à partir des 2e et 3e bataillons du génie en Algérie. Il participe à la campagne d'Italie dans le Corps expéditionnaire français du général Juin (régiment non endivisionné). Sa 1re compagnie participe de son côté au débarquement à l'île d'Elbe le 17 juin 1944.
En tant qu'unité de réserve générale de la Ire Armée du général de Lattre de Tassigny, il participe au débarquement de Provence et à toute la bataille de France et d'Allemagne. Il se distingue particulièrement le 31 mars 1945 lors du franchissement de vive force du Rhin à Germersheim (Palatinat) où ses pilotes de bateaux d'assaut, renforcés par ceux du 17e régiment colonial du génie et du 211e bataillon de ponts lourds, franchissent le fleuve sous le feu, transportant les premiers éléments de la 2e DIM (Division d'infanterie marocaine), et payant un lourd tribut (34 tués et 20 blessés sur 90 propulsistes).
Le 1er février 1946, le 101e régiment du génie devient le 1er régiment du génie.

## Drapeau

Le drapeau du du génie et ses inscriptions.

Il porte, cousues en lettres d'or dans ses plis, les inscriptions suivantes :
- Italie 1939-1944
- Le Rhin 1945

## Décorations
Sa cravate est décorée de la Croix de guerre 1939-1945 une palme.

## Devise
Le Génie ouvre la route. Pour le 101e la devise est "À me suivre tu passes"

## Sources et Bibliographie
- Service historique de la défense (carton 12P181)